# ロング・ヘアード・レディ
「ロング・ヘアード・レディ」（英語: Long Haired Lady）は、1971年にポール・マッカートニーが発表した楽曲である。アルバム『ラム』に収録された。この曲はリンダについて歌った曲であり、「アンクル・アルバート」と同じくニューヨーク・フィルが参加している。妻であるリンダ・マッカートニーもこの曲に参加している。

## 収録アルバム
- 『ラム』